# 美濃高松藩
美濃高松藩（みのたかまつはん）は、美濃国海西郡高松（現在の岐阜県海津市）に存在した藩。名は松ノ木藩（まつのきはん）とも呼ばれる。居城は松ノ木城（美濃高松城）。

## 概要
美濃高松にははじめ、吉村信実・吉村氏吉が入っていた。彼らは織田信長に仕えたが、信長没後はその次男である織田信雄に仕えた。しかし信雄が改易されると、吉村家は徳川家に従って関東に移った。
代わって高松には豊臣家の家臣・徳永寿昌が2万石（異説として1万2700石）で入る。寿昌は後に3万石に加増された。慶長5年（1600年）の関ヶ原の戦いで、寿昌は東軍に与して西軍の池田秀氏らを攻めるなどの戦功を挙げたため、戦後にこの功績を認められて同年11月、5万6000石に加増の上で美濃高須藩に移されたため、美濃高松藩は廃藩となり、美濃高松城も破却された。

## 歴代藩主
徳永家
外様。2万石（異説として1万2700石）→3万石。
1. 徳永寿昌